# 玉泉路
39°54′42″N 116°14′49″E / 39.91154°N 116.24692°E
玉泉路是一条位于北京市海淀区、石景山区、丰台区交界处的道路。该道路北段位于海淀区境内，南端位于丰台区境内，二者之间路段为石景山区与海淀区交界处。

## 简介
玉泉路开辟于日本占领北平时期。1954年改建，1988年扩建至12至14米宽。因其北端与玉泉山相望，故名。
玉泉路为南北走向。该路南起与莲石东路相交的莲玉桥，与小屯路相连，北至田村路，与旱河路相连。全长3305米。
玉泉路自南向北，分别与太平路（位于路东）、鲁谷路与北太平路、石景山路与复兴路、正大路（位于路东）、金沟河路（位于路东）、田村山南路（位于路西）、阜石路相交叉。